# Izvoare (okręg Harghita)
Izvoare (węg. Ivó) – wieś w Rumunii, w okręgu Harghita, w gminie Zetea. W 2011 roku liczyła 372 mieszkańców.